# Dinnahalli, Malur
Dinnahalli là một làng thuộc tehsil Malur, huyện Kolar, bang Karnataka, Ấn Độ.